# Карпманов драмски троугао
Драмски троугао је социјални модел људске интеракције који мапира врсте деструктивних интеракција које се могу догодити међу људима у конфликту.  Модел драмског троугла је средство које се користи у психотерапији, конкретно у трансакционој анализи. 

## Порекло
Драмски троугао је социјални модел чији је творац Стивен Карпман, студент Ерика Берна, оца трансакционе анализе. Берн је охрабрио Карпмана да објави оно што је Берн назвао Карпманов троугао. Карпманов чланак објављен је 1968. године, за који је добио 1972. меморијалну научну награду названу по Ерику Берну. 
Кроз рад Карпмана и других аутора, Карпманов троугао је прилагођен за употребу у структурној анализи и трансакционој анализи. 

## Теорија
Карпман је користио троуглове за мапирање сукобљених или драматично повезаних људских односа.  Карпманов драмски троугао представља везу између личне одговорности и моћи у сукобима и деструктивних и променљивих улога које људи играју.  Дефинисао је три улоге у сукобу: Прогонитељ, Спасилац и Жртва. Карпман је ове три улоге поставио на изврнути троугао и навео их као три аспекта, односно лица драме. Карпман, који је имао интересовања за глуму изабрао је термин "драмски троугао", а не израз "конфликтни троугао", јер Жртва у свом моделу не представља стварну жртву, већ некога ко се осећа или понаша попут жртве.  
1. Жртва: Став жртве је "Јадан ја!" Жртва се осећа жртвом, потлаченом, беспомоћном, безнадежном, немоћном, срамотом особом и чини се да није у могућности да доноси одлуке, решава проблеме, ужива у животу или постиже увиде. Жртва ће, ако не буде прогоњена, потражити Прогонитеља и Спасиоца који ће јој спасити дан, али и увећати негативна осећања жртве.
2. Спаситељ: Спасилачки став је "Дозволите да вам помогнем." Спасилац се, као класични покретач, осећа кривим ако не помогне у невољи. Ипак, његово спашавање има негативне ефекте: Жртву држи зависном и даје жртви дозволу да пропадне. Кад Спасилац своју енергију усмери на некога другог, омогућава себи да игнорише сопствену анксиозност и проблеме. Ова спасилачка улога је такође пресудна јер је њихов стварни примарни интерес заиста избегавање властитих проблема прикривених као брига за потребе жртве.
3. Прогонитељ: Прогонитељ има став "За све сте криви". Прогонитељ контролише, оптужује, критикује, опресира, љути, ауторитарно се понаша, ригидно и супериорно.

Драмски троугао настаје када особа преузме улогу Жртве или Прогонитеља. Ова особа тада осећа потребу да се у сукоб укључе остали играчи. Као што се то често дешава, Спасилац се охрабрује да уђу у конкретну ситуацију.  Ови ангажовани играчи преузимају своје улоге које нису статичне, и због тога се могу појавити различити сценарији. На пример, Жртва може да укључи Спасиоца, а затим да се Спасилац пребаци на улогу Прогонитеља. 
Мотивација за сваког учесника и разлог због којег ситуација траје је тај што сваки учесник постиже своје неизговорене (а често несвесне) психолошке жеље или потребе на начин на који оправдава своје понашање, а да не мора да призна ширу дисфункцију или нанету штету. Сваки учесник делује према сопственим себичним потребама, уместо да делује на одговоран или алтруистички начин. 
Мотивације Спасиоца су најмање очигледне. У смислу драмског троугла, спасилац је неко ко има мешовити или тајни мотив да реши проблем и чини се да улаже велике напоре да га реши, али такође има скривени мотив да не успе или да успе на начин који му доноси корист. На пример, они могу да појачају самопоштовање или добију поштован статус спасавања или да извуку ужитак тако што неко зависи од њих и верује им, док делују на начин који наизглед покушава да помогне. 
У неким случајевима, однос између Жртве и Спасиоца може да буде однос зависности. Спасилац држи жртву зависном од себе подстичући улогу Жртве. Жртва задовољава своје потребе тако што ће се Спасилац побринути за њих. 
Уопштено, учесници имају примарну или уобичајену улогу (жртва, спасилац, прогонитељ) када уђу у драмске троуглове. Учесници прво науче своју уобичајену улогу у породици из које потичу. Иако сваки од учесника има своју улогу са којом се највише идентификује, једном када се нађу у троуглу, учесници се ротирају кроз све улоге. 
Сваки троугао има исплату за оне који га играју. Антитеза драмског троугла лежи у откривању начина како лишити актере да им се улазак у троугао исплати. 